# Temelucha ocellaris
Temelucha ocellaris là một loài tò vò trong họ Ichneumonidae.